# Aloe irafensis
Aloe irafensis là một loài thực vật có hoa trong họ Măng tây. Loài này được Lavranos, T.A.McCoy & Al-Gifri mô tả khoa học đầu tiên năm 2008.